# 第五人格 (游戏)
《第五人格》是一款由網易互娛在線旗下的Joker Studio开发，网易游戏發行的恐怖多人非对称竞技类游戏。2018年4月2日开始公测并于2018年4月12日上线中國大陸全平台，2018年7月5日上线全球App Store及Google Play。该游戏提供七种语言，手机和电脑均可游玩。

## 游戏特点
第五人格採用哥德式画风，在中國及日本受到粉絲追捧，但也因與《黎明杀机》的相似以及受到審查而改變恐怖風格而受爭議。
第五人格联动频繁，和国内外许多动漫番剧都进行过联动，并因此吸引了较多游戏爱好者。

## 故事背景
19世紀歐洲维多利亚时代，有一對年輕的藝術家夫婦在某偏遠的山區以低廉的價格買下了一座佔地面積巨大的莊園。因為歷代主人有不祥傳聞，這座莊園的名聲很差。但是這對夫妻對迷信和流言置若罔聞。後來厄運真的到來，這對夫婦被匪徒殺害了，莊園幾經轉手，但是惡名依舊，荒廢了很久。1923年，某神秘青年買入莊園。在重金打造下莊園恢復了生機，但仍有很多地方被閒置（例如林場、獵場、教堂等區域）。就在大家認為莊園會在這位青年手下日益好轉，但詭異的事情發生了，人們察覺到這裏的人員缺口像填不滿似的，從未停止人員招募。社會上諸多的人口失蹤案最後也都指向了這個地方。但警方的數次調查都一無所獲。
1926年，小說家/侦探奥尔菲斯因一封神秘的委托信来到庄园调查一名小女孩失踪的事件。在证据调查过程中，奥爾菲斯會推理还原案情。一場大火燒了莊園大半區域。人們發現火災中的遇難者死因和火災沒有任何關係，僅有少數幾個倖存者昏迷在地，他們躺在地上的位置是經過特殊佈置的，似乎在舉辦某種神秘的儀式，而奧爾菲斯也在倖存者中。但奇怪的是，所有倖存者醒來後發現自己完全忘記了為什麼來這個莊園，以及在這裏發生過什麼。倖存者等人的遭遇被定性為某種儀式的犧牲者，但其餘人員的死因則始終無法得到合理解釋。隨後莊園被關閉，從此這個地方再無人敢問津甚至靠近這片區域，人們稱之為「惡名昭著的莊園」。
事情的背後：神秘青年進行三年一屆的莊園遊戲。求生者們必須逃出各個場景，監管者則必須抓住求生者。然後計算積分，通過三年積分的對比確定獎勵和懲罰。所有參與者每天進行完比賽，回到莊園統一食宿。參與者抱有各種目的加入遊戲了。莊園主或真或假承諾參與者們勝利就會滿足願望，吸引人類和超自然生物加入。例如廠長的願望可能是重建他的軍火王國，而哈斯塔則希望解除封印，律師想要洗清債務等等。莊園遊戲並不是舉辦在莊園內部，而是在英國其他地方甚至更遠的地方舉行，首選監管者們的地盤：比如廠長里奧的密涅瓦軍工廠，再比如小丑裘克工作的月亮河公園。三年到期，莊園主通過神秘儀式獎勵和懲罰參與者，獎勵和懲罰的程度依據積分而定，積分過低者將失去生命，靈魂被用來抵債。偵探奧爾菲斯就是受到懲罰而失憶。

## 玩法概要

### 匹配模式(传统模式)
在游戏开始前，玩家可以选择扮演监管者（Hunter）或求生者（Survivor）。每局游戏中，将有一名监管者和四名求生者参与。每名求生者的恐惧值上限为1000点，通常情况下，监管者一次攻击会使求生者的恐惧值增加500点，同时监管者获得等量的存在感。
求生者的任务是破译五台密码机，破译完成后可通过开启地图两边的大门逃生。当两台密码机被破译完成后，地图上会随机刷新一处未开启的地窖，位置在几个固定点中随机刷新。当场上只剩一名求生者时，地窖会自动开启，求生者可以通过地窖直接逃生。若此时没有找到地窖，它会每隔三分钟再次刷新。
游戏胜负判定条件是：若三名或四名求生者成功逃生，则求生者一方获胜；若三名或更多求生者无法逃生，则监管者获胜；若仅有两名求生者逃生，双方将以平局结束。

### 排位

#### 传统排位
開放時間為04:00-06:00（僅限國際服，也就是亞服和歐美服）,12:00-14:00,19:00-21:00 (四階或以下額外開放時段18:00-19:00, 21:00-22:00)
玩法與傳統模式一樣，但此模式計算段位分數。
每個小段位都會有指定的星數，透過累積排位積分來獲得星星(1-4階為20分一顆星，5階或以上為30分一顆星)。當該段位獲得滿星時，就會進入升階賽，再獲得任意積分就可以提升一個小段位，提升足夠小段位便可以提升一個大段位。
大段位總共有八個 : 一階、二階、三階、四階、五階、六階、七階、巔峰七階。
在此模式中会应玩家的游戏胜败及局内状况给予相对积分，累积积分便可提高排位段位阶级。玩法与传统模式相同，但是只能和大段位相差一階或以內的玩家组队进入此模式(六階或六階以下可雙人、三人或四人組隊，七階或巅峰七阶則只能雙人組隊)；并且如果匹配到其中一名求生者为五阶或以上的阶级，游戏将会开启殿堂级。

##### 殿堂級
如果匹配到其中一名求生者为五/六階或以上（含）的阶级，游戏将会开启殿堂级(若監管者為五階但求生者全為二/四階，則不觸發殿堂級)。
求生者需要禁用一/二位监管者，以投票方式选出，也可选择不禁用。若单一监管者达三票，则直接禁用。但如果監管者投票比數為一樣，則由系統決定禁用兩位其中的一位監管者。如果有兩位求生禁用一位監管，剩餘兩位求生分別禁用兩位監管，被禁用監管則在後兩位選出。
监管者需要禁用一/二位求生者，也可选择不禁用。
若求生者方選擇禁用廠長時，但監管者只有廠長角色一個時，依然能夠使用廠長。

#### 五人排位
開放時間為周末14:00-18:00,21:00-23:00
玩法與傳統模式一樣，但此模式計算段位分數。
此模式必须要邀请或招募5位玩家才可进行游戏。5人中需选择一人扮演监管者，其馀四人扮演求生者，而另一队的监管者会来到自身的这一队，进行交叉式的对战。胜利的方式是以求生者被淘汰较少的一方为优胜，若两方淘汰数相同则平手。

##### 殿堂級
当五人排位任一求生者达到三阶或以上时，将开启殿堂级。监管者與求生者各禁用一定数量的求生者及监管者，可选择不禁用
| 段位/禁用數量 | 求生者 | 监管者 |
| ------------- | ------ | ------ |
| 三阶          | 2      | 1      |
| 四阶          | 2      | 1      |
| 五阶          | 3      | 2      |
| 六阶          | 3      | 2      |
| 七阶          | 3      | 3      |
| 巅峰七阶      | 3      | 3      |

求生者禁用监管者以投票选出，如单一监管者达三票，则直接禁用，否则隨機選擇大於一票的選項投出。
監管可以不禁用任何求生者。
求生者不可重複選用角色。
求生者不能选择一样的角色。

### 混沌纷争

#### 联合狩猎模式(雙監管)

聯合狩獵模式

游戏中的人数为傳統模式的两倍，即2名监管者（2名监管者不可选重复角色）及8名求生者。地图设为湖景村，月亮河公园、永眠鎮、永眠镇（大）和里奥的回忆。在此模式中，求生者必须破译7台密码机。被放上椅子时将会有基礎禁锢时间40秒（受狂歡之椅起飛速度效果影響），禁锢时间完后才能救下求生者，迷失速度亦比正常模式要更快。联合狩猎模式内求生者会有1500点恐惧值。当只剩下四名求生者或大门通电后，求生者们可在电话亭购买撬棍（有撬棍的電話亭會有黃色的輪廓提示）并开启地窖逃生。
游戏中，监管者和求生者皆可从电话亭购买需要的道具和加成。而购买东西的货币(卷軸)来自玩家在游戏中的演繹積分来得到，一分等於一個卷軸。
此模式不能使用以下監管者 : 攝影師、夢之女巫、博士、記錄員、隱士、跛腳羊

#### 黑杰克模式

黑傑克模式

该模式由扑克牌游戏中的二十一點改编而来。每局五人，每回合有2分钟的时间限制。玩家每一回合都可以抽牌（第一回合必定是一張5點以下的卡片，並且可以选择抽兩次牌），卡牌结算后该回合点数最大的人将变身为监管者，监管者普通攻擊造成的恐懼值上升為1000點 (一次普通攻擊能擊倒求生者)，技能造成的恐懼值上升為500點。监管者将求生者击倒后，可选择抓起倒地的求生者使该玩家抽牌结束该回合，并继续下一回合，如果有人點數超過21點便會被淘汰，如此重複到一人胜出为止，但若有求生者刚好21点会立刻停止该回合，强制进入“狙击21点”回合，该回合限时1分钟，监管者立即获得二阶存在感。一旦持21点的求生者在回合时间内成功存活且点数未被改变，回合结束后将直接获胜。在场上仅剩2人的状况下會进入决胜回合，2人中点数较大且非21点的人成为监管者，如2人皆超过21点，则由较小点数者当监管者。该回合时限60秒。最终，点数最接近而不超过21点者获胜，若2人皆超过21点则是点数较小者获胜。
游戏中有籌碼商店，玩家可通过游戏行为积累籌碼，并在籌碼商店购买道具，一分等於一個籌碼。
此模式不能使用以下监管者 : 梦之女巫、记录员、隐士、跛脚羊
此模式不能使用以下求生者 : 邮差

#### 塔罗模式
在此模式中，八名玩家将会被分配为两队，每个阵营中都会包含三名求生者和一名监管者。三名求生者分别负责扮演一名国王和两名侍从，而监管者则扮演骑士。侍从需要保护己方国王躲避敌方骑士的追击、破譯密碼機 (一旦己方陣營破譯滿300%，將會觸發己方國王和侍從的迴光返照天賦以及騎士的挽留天賦，僅對於攜帶了該天賦的玩家 )和使用手持物骚扰敌方骑士追击，而国王需躲避敌方骑士的追击，骑士须让敌方国王被淘汰。当任意一方国王被淘汰后或逃出大门游戏即结束(当一回合达到8分钟时，两边的逃生门会在2分钟后打开)。
游戏中有星币商店，玩家可通过游戏行为积累星币，并在星币商店购买道具，一分等於一個星幣。星币商店与联合狩猎模式的电话亭不同，与黑杰克模式的购买方式相似，电话亭的刷点固定，而星币商店是玩家隨时可以打开并购买道具。
此模式不能使用以下监管者 : 摄影师、疯眼、梦之女巫、博士、记录员、隐士、跛脚羊

##### 塔罗水晶球模式
地圖內將新增三組水晶球，開局60秒後玩家即可啟動水晶球，每次啟動後持續一百二十秒，每次用後的冷卻時間為六十秒。它能夠喚醒己方陣營角色的能力，讓角色的能力大幅提升。在此模式中，更針對騎士技能設計專屬能力升級，將擁有更寬廣的攻擊範圍，或增加多段攻擊判定。同時也提升了國王和侍從的道具能力。
此模式不能使用以下监管者：摄影师、疯眼、梦之女巫、博士、记录员、隐士、跛脚羊
此模式不能使用以下求生者：作曲家

#### 噩夢逐影
玩法簡介：在此模式中，6名求生者玩家在賽道上比賽，最快通过终点线的勝出。玩家需要按照规定的路线行进，赛场总共一或两圈。玩家可以用道具干擾其他對手，途中，亦有隨机道具供玩家拾取。當第一名玩家到达终点后，30秒倒计时開始，时间结束后比赛结束。
计分规则：玩法参与人数为6名，分为个人赛与组队赛；个人赛以玩家通过终点线的先後到達終點排名，在组队赛中每2名玩家为一队，组队赛将根据2名玩家的排名、积分之和來进行全场排名。
任何求生者角色都可以参与比赛，但是不會携带手持物加入，所有角色的移速和交互速度一樣。
此模式可用於訓練求生者玩家對於監管者敵擊的對應及適應（註：蹦床校准=宿傘之魂搖鈴校准）。
（盲女的視角也會恢復，所有天賦及外在特質都不會呈現在這個模式裡)

#### 狂想之息
狂想之息是基于3V3对抗的休闲竞技玩法，玩家将在该玩法中扮演求生者(小女孩除外)，使用不同的球来攻击敌方求生者玩家，将其淘汰后获取比分，率先达到20分的队伍或对局时间结束时比分较高的队伍获胜。

#### 捉迷藏
捉迷藏是由6名“壞孩子”及2名“怪物”組成的休閒玩法。“壞孩子”開場有30秒的時間進行躲藏，可以變成場景上的物件(如：櫃子、寶箱...等)，30秒過後“怪物”便會從大門出生並有5分鐘的時間來尋找“壞孩子”的躲藏處，途中，“壞孩子”還可以花費代幣購買道具來混淆“怪物”視聽或自保，當然，“怪物”也有道具來限制“壞孩子”的行動或更精準的發現其躲藏點，”怪物”也可以用淤泥球砸“坏孩子”，“坏孩子”只要被淤泥球砸到，就会从物件的状态恢复到求生者的形态。只要“壞孩子”在時間結束後仍有至少1位或以上生存則視為“壞孩子”獲勝，若全部6位“壞孩子”皆在時間結束前被淘汰則算“怪物”獲勝。

#### 模仿者游戏
模仿者游戏共有10名玩家参与到扮演中，参与游戏的玩家将以求生者的姿态分为三个阵营在庄园中展开较量，分别为6名侦探团成员，2名模仿者以及2名神秘客。不同身份的扮演者将拥有不同的技能，侦探团需要找出所有模仿者或者完成一定数量的演绎要求方可获胜；模仿者需要将其他阵营的扮演者淘汰即可获得胜利；神秘客只需完成各自的胜利目标即可获胜。该玩法共有三个环节，分别为“自由行动”、“发起会议”以及“投票淘汰”。

### 定制剧本

#### 自定义模式
自定义模式可以邀请好友，自行选择傳統模式、联合狩猎模式、噩夢逐影模式、黑杰克模式、塔羅模式、单人训练模式、双人训练模式、捉迷藏八种模式游玩，而自定义的传统模式可另外加入替身人格(Bot）,[惡夢]監管者替身人格(Bot)亦或开启殿堂级（自定义模式中的殿堂级由队长选择禁用求生者和监管者的人数)。

##### 单人训练
(可以自由退出）此模式只能在自定义模式内游玩，此模式可以使用任何角色，会自动补充AI（玩家只能為一人），可由摇杆下多种指令，如：减少恐惧值（增加血量到满血）、关闭AI控制（AI不能移动，全场只有玩家能够移动）、补充手持物等等。

##### 双人训练
（可以自由退出）此模式只能在自定义模式内游玩，此模式可以使用任何角色，可主动选择补充AI（玩家只能為二人），可由摇杆下多种指令（包括监管者和求生者的指令），如：减少恐惧值（增加血量到满血）、关闭AI控制（AI不能移动，全场只有玩家能够移动）、补充手持物等等。

## 天赋系统
求生者和监管者有不同的天赋系统（天賦上限为130點），双方的每种天赋均有不一样的局内效果。
求生者四大天賦（四支天賦系終點）：飛輪效應（攜帶該特質會獲得主動技能-飛輪效應，技能效果：向角色面朝方向衝刺3.5米，0.4秒內免疫絕大數傷害和控制，冷卻時間135秒，開局冷卻時間50秒）、迴光返照（俗称大心脏，逃脫門通電後，立刻恢復一半恐懼值並增加50%衝刺速度，持續5秒）、化險為夷（俗称搏命，當在狂歡之椅成功救下求生者後，自身和該求生者會進入20秒無敵時間，期间不會進入倒地狀態，期間受到的導致倒地的傷害將在無敵時間過後立刻生效；成功救下求生者後，施救者的該天賦不會再次觸發）、膝跳反射（俗称双弹,翻过窗户或木板时，获得3秒的40%的加速。冷却40秒，两种效果的冷却分开计算。
監管者四大天賦（四支天賦系終點）：禁閉空間（封窗，顾名思义，监管者跨过的窗户会进入二十秒的封禁状态，求生者无法翻越这个窗户。期间监管者可再次跨过该窗户解除封禁）、底牌（战斗开始120秒后，可更换一次辅助技能，冷却时间按照比例返还。只能更换一次）、挽留[俗稱一刀斬或尊严斩（前者称呼较多）]，大门通电后，普通攻击可对求生者造成额外一次普通攻击伤害[指普通攻击伤害+1，不会因为特殊监管伤害（如隐士、约瑟夫等）而翻倍]。该状态持续120秒。注：仅限普通攻击，技能伤害不会得到提升）、張狂(游戏开始后，持续获得存在感，最多获得1000点。增长速度将在开启一阶技能后，逐渐降低）

## 遊戲角色
求生者和监管者角色总數量为81。

### 求生者
求生者角色定位：牽制型、破譯型、輔助型、救援型。多數求生者有多重定位。
求生者角色數量：共49名。       
| 幸運兒     | 推演替身 （Lucky Guy）                     | 11月22日 | 幸運包裹               | 牽制型      |
| 醫生       | 艾米麗·黛兒 （Emily Dyer）                 | 3月17日  | 鎮靜劑                 | 牽制&輔助型 |
| 律師       | 弗雷迪·萊利 （Freddy Riley）               | 1月12日  | 地圖                   | 破譯型      |
| "慈善家"   | 克利切·皮爾森 （Kreacher Pierson）         | 5月7日   | 手電筒                 | 牽制型      |
| 園丁       | 艾瑪·伍茲 （Emma Woods）                   | 12月21日 | 工具箱                 | 牽制&輔助型 |
| 魔術師     | 瑟維·勒·羅伊 （Servais Le Roy）            | 7月4日   | 魔术棒                 | 牽制型      |
| 冒險家     | 庫特·弗蘭克 （Kurt Frank）                 | 3月1日   | 格列佛遊記             | 破譯型      |
| 傭兵       | 奈布·薩貝達 （Naib Subedar）               | 7月23日  | 鋼鐵護肘               | 救援型      |
| 祭司       | 菲歐娜·吉爾曼 （Fiona Gilman）             | 2月1日   | 聖物門之鑰             | 輔助&牽制型 |
| 空軍       | 瑪爾塔·貝坦菲爾 （Martha Behamfil）        | 4月3日   | 訊號槍                 | 救援型      |
| 機械師     | 特蕾西·列茲尼克 （Tracy Reznik）           | 9月13日  | 機械玩偶               | 破譯型      |
| 前鋒       | 威廉·艾利斯 （William Ellis）              | 5月15日  | 橄欖球                 | 輔助&救援型 |
| 盲女       | 海倫娜·亞當斯 （Helena Adams）             | 1月13日  | 盲杖                   | 破譯型      |
| 調香師     | 薇拉·奈爾 （Vera Nair）                    | 8月25日  | "忘憂之香"             | 牽制型      |
| 牛仔       | 凱文·阿尤索 （Kevin Alonso）               | 12月27日 | 長鞭套索               | 輔助&牽制型 |
| 舞女       | 瑪格麗莎·澤萊 （Margaretha Zelle）         | 6月9日   | 八音盒                 | 牽制&輔助型 |
| 先知       | 伊萊·克拉克 （Eli Clark）                  | 10月31日 | 役鳥                   | 輔助型      |
| 入殮師     | 伊索·卡爾 （Aesop Carl）                   | 5月11日  | 化妝箱                 | 輔助型      |
| 勘探員     | 諾頓·坎貝爾 （Norton Campbell）            | 3月19日  | 隕石磁鐵               | 牽制&輔助型 |
| 咒術師     | 帕緹夏·多里瓦爾 （Patricia Dorval）        | 1月3日   | 猿猴咒像               | 牽制&輔助型 |
| 野人       | 穆羅 （Murro）                             | 4月30日  | 野豬                   | 輔助&救援型 |
| 雜技演員   | 麥克·莫頓 （Mike Morton ）                 | 6月1日   | 黏土彈、冷卻彈、燃燒彈 | 牽制型      |
| 大副       | 何塞·巴登 （Jose Baden）                   | 9月24日  | 海神懷錶               | 救援型      |
| 調酒師     | 黛米·波本 （Demi Bourbon）                 | 2月14日  | 多夫林酒               | 輔助&牽制型 |
| 郵差       | 維克多.葛蘭茲 （Victor Grantz）            | 12月25日 | 信件                   | 輔助型      |
| 守墓人     | 安德魯·克雷斯 （Andrew Kreiss）            | 2月13日  | 鐵鏟                   | 救援型      |
| "囚徒"     | 盧卡·巴爾薩 （Luca Balsa）                 | 7月10日  | 線路控制、强电流       | 破譯&輔助型 |
| 昆蟲學者   | 梅莉·普林尼 （Melly Plinius）              | 12月22日 | 捕蟲網                 | 牽制&輔助型 |
| 畫家       | 艾格·瓦爾登 （Edgar Valden）               | 4月23日  | 畫筆、畫板             | 牽制&輔助型 |
| 擊球手     | 甘吉·古普塔 （Ganji Gupta）                | 5月29日  | 板球球棒               | 輔助&救援型 |
| 玩具商     | 安妮·萊斯特 （Anne Lester）                | 11月29日 | 玩具箱                 | 牽制&輔助型 |
| 病患       | 埃米爾 （Emil）                            | 10月10日 | 鉤爪                   | 牽制&救援型 |
| "心理學家" | 艾達·梅斯默 （Ada Mesmer）                 | 10月10日 | 指令口哨               | 輔助型      |
| 小說家     | "奧爾菲斯" （"Orpheus"）                   | 4月2日   | 創作筆記               | 牽制&輔助型 |
| "小女孩"   | "回憶" （"Memories"）                      | 9月13日  | 回憶碎片               | 輔助型      |
| 哭泣小丑   | 裘克 （Joker）                             | 8月4日   | 火箭                   | 牽制&輔助型 |
| "教授"     | 盧基諾·迪魯西 （Luchino Diruse）           | 11月13日 | 鱗片                   | 牽制&輔助型 |
| 古董商     | 戚十一 （Qi Shiyi）                        | 4月2日   | 机关簫                 | 牽制型      |
| 作曲家     | 弗雷德里克·克雷伯格 （Frederick Kreiburg） | 5月21日  | 音叉                   | 破譯型      |
| 記者       | 愛麗絲·德羅斯 （Alice Deross）             | 5月5日   | 相機                   | 救援型      |
| 飛行家     | 查爾斯·霍爾斯 （Charles Holt）             | 6月4日   | 飛行器                 | 牽制&救援型 |
| 啦啦隊員   | 莉莉·巴利爾 （Lily Barriere）              | 11月13日 | 花球                   | 輔助&牽制型 |
| 木偶師     | 馬蒂亞斯·切爾寧 （Matthias Chernin）       | 5月25日  | "路易"                 | 牽制&救援型 |
| 火災調查員 | 弗洛里安·布蘭德 （Florian Brand）          | 5月2日   | 石棉氣囊               | 牽制&輔助型 |
| "法羅女士" | 伊芙琳·莫雷 （Evelyn Morey）               | 7月12日  | 香薰手杖               | 破譯型      |
| "騎士"     | 理查德·斯特林 （Richard Sterling）         | 未公開   | 頭盔                   | 救援型      |
| 氣象學家   | 溫迪·福特 （Wendy Foote）                  | 未公開   | 天氣瓶                 | 牽制&輔助型 |
| 弓箭手     | 伯倫希爾·維魯弗 （Brynhildr Vilulf）       | 未公開   | 龍骨弓、臂弩           | 牽制型      |
| "逃脫大師" | 埃弗隆·懷茲 （Efron Weisz）                | 未公開   | 迷煙爐                 | 輔助&救援型 |

### 監管者
监管者角色定位：追击型、控场型、守椅型。
监管者角色数量：共32名。
| 廠長     | 工廠主       | 里奧·貝克 （Leo Beck）                               | 12月21日       | 守椅型 |
| 小丑     | 小丑         | 裘克 （Joker）                                       | 8月4日         | 追擊型 |
| 鹿頭     | 獵場巡守     | 班恩 （Bane）                                        | 5月21日        | 追擊型 |
| "傑克"   | 藝術家       | 傑克 （Jack）                                        | 8月7日         | 追擊型 |
| 蜘蛛     | 滑稽戲演員   | 瓦爾萊塔 （Violetta）                                | 1月2日         | 追擊型 |
| 紅蝶     | 藝伎         | 美智子 （Michiko）                                   | 2月18日        | 追擊型 |
| 黃衣之主 | 舊日支配者   | 哈斯塔 （Hastur）                                    | 1月24日        | 守椅型 |
| 宿傘之魂 | 陰差         | 謝必安/范無咎 （White Guard/Black Guard）            | 農曆七月十五日 | 控場型 |
| 攝影師   | 攝影師       | 約瑟夫 （Joseph）                                    | 3月11日        | 控場型 |
| 瘋眼     | 建築師       | 巴爾克 （Burke）                                     | 11月27日       | 控場型 |
| 夢之女巫 | 外神         | 伊德海拉 （Yidhra）                                  | 10月2日        | 控場型 |
| 愛哭鬼   | 孤兒院孤兒   | 羅比·懷特 （Robbie White）                           | 4月25日        | 追擊型 |
| 孽蜥     | 生物學家     | 盧基諾·迪魯西 （Luchino Diruse）                     | 11月13日       | 追擊型 |
| 紅夫人   | 法國王后     | 瑪麗 （Mary）                                        | 11月2日        | 追擊型 |
| 26號守衛 | 機械守衛     | 邦邦 （Bonbon）                                      | 8月8日         | 守椅型 |
| "使徒"   | 修女         | 安 （Ann）                                           | 8月11日        | 守椅型 |
| 小提琴家 | 小提琴家     | 安東尼奧 （Antonio）                                 | 10月27日       | 守椅型 |
| 雕刻家   | 雕刻家       | 伽拉泰亞•克勞德 （Galatea Claude）                   | 11月17日       | 守椅型 |
| "博士"   | 19世紀發明家 | 珀西 （Percy）                                       | 5月18日        | 控場型 |
| 破輪     | 劇團團員     | 威爾三兄弟 （The Will Brothers）                     | 11月25日       | 控场型 |
| 漁女     | 漁村"神女"   | 格蕾絲 （Grace）                                     | 4月2日         | 守椅型 |
| 蠟像師   | 蠟像師       | 菲利普 （Philip）                                    | 4月16日        | 追擊型 |
| "噩夢"   | 小說家       | "奧爾菲斯" （"Orpheus"）                             | 4月2日         | 控場型 |
| "記錄員" | 决裁者       | 柯根·尼古拉斯·基奧 （Keigan）                        | 1月21日        | 控場型 |
| 隱士     | 電磁學研究者 | 阿爾瓦·洛倫茲 （Alva Lorenz）                        | 4月20日        | 控場型 |
| 守夜人   | 守夜人       | 伊塔庫亞 （Ithaqua）                                 | 12月7日        | 追擊型 |
| 歌劇演員 | 歌劇演員     | 桑格莉婭 （Sangria）                                 | 9月28日        | 追擊型 |
| "愚人金" | 礦工         | 諾頓·坎貝爾 （Norton Campbell）                      | 3月19日        | 守椅型 |
| 時空之影 | 靈魂學家     | "艾維" （Ivey）                                      | 10月21日       | 控場型 |
| "跛腳羊" | 飼養員       | 傑弗里·博納維塔 （Jeffrey Bonavita）                 | 10月4日        | 追擊型 |
| "喧囂"   | 雜技演員     | 麥克·莫頓 （Mike Morton）                            | 6月1日         | 追擊型 |
| 雜貨商   | 雜貨商       | 瓦倫蒂娜·雅加·瓦西里耶娃 （Valentina Yaga Vasiliev） | 未公開         | 追击型 |

### IDENTITY系列
某些角色會有IDENTITY系列，IDENTITY系列角色为原本角色的其他人格，不會限定于同一個角色切換，也不一定是不同陣營切換不同陣營，可以同個陣營切換同個陣營
| ID系列對照表 |          |
| 小說家       | "噩梦"   |
| 小丑         | 哭泣小丑 |
| 孽蜥         | "教授"   |
| "小女孩"     | 記者     |
| 勘探員       | "愚人金" |
| 杂技演员     | "喧嚣"   |

## 遊戲地圖

### 一般地圖
|                | 正常匹配 | 正常排位/正常五排 | 聯合狩獵匹配 | 黑傑克匹配 | 塔羅/塔羅水晶球匹配/自訂 | 噩夢逐影匹配/自訂 | 狂想之息匹配/自訂 | 捉迷藏匹配/自訂 | 正常自訂 | 聯合狩獵自訂 | 黑傑克自訂 |
| 軍工廠         | 是       | 是                | 否           | 是         | 是                       | 否                | 否                | 否              | 是       | 否           | 是         |
| 紅教堂         | 是       | 是                | 否           | 是         | 是                       | 否                | 否                | 否              | 是       | 否           | 是         |
| 聖心醫院       | 是       | 是                | 否           | 是         | 是                       | 否                | 否                | 是              | 是       | 否           | 是         |
| 湖景村         | 是       | 是                | 是           | 否         | 否                       | 否                | 是                | 否              | 是       | 是           | 是         |
| 月亮河公園     | 是       | 是                | 是           | 否         | 否                       | 是                | 否                | 是              | 是       | 是           | 是         |
| 里奧的回憶     | 是       | 是                | 是           | 否         | 否                       | 否                | 否                | 否              | 是       | 是           | 是         |
| 白沙街瘋人院   | 是       | 否                | 否           | 否         | 否                       | 否                | 否                | 否              | 是       | 否           | 否         |
| 閃金石窟       | 否       | 否                | 否           | 否         | 否                       | 是                | 否                | 否              | 是       | 否           | 否         |
| 永眠鎮(大)     | 否       | 否                | 否           | 否         | 否                       | 否                | 否                | 否              | 否       | 是           | 否         |
| 永眠鎮(小)     | 是       | 是                | 是           | 否         | 否                       | 否                | 否                | 否              | 是       | 是           | 是         |
| 唐人街         | 是       | 是                | 否           | 否         | 否                       | 否                | 否                | 是              | 是       | 否           | 否         |
| 不歸林         | 是       | 是                | 否           | 否         | 否                       | 否                | 否                | 否              | 是       | 否           | 否         |
| 克雷伯格赛马场 | 是       | 否                | 否           | 否         | 否                       | 否                | 否                | 否              | 是       | 否           | 否         |

### 特別/限時地圖

#### 萬聖節紅教堂
限自定義模式

#### 愛德華的心願(原形聖心醫院)
剪刀手愛德華聯動限定，已絕版

#### 里奧的回憶-初晨/晨曦
聖誕節限定

#### 永眠鎮(大)
只適用於自定義聯合狩獵模式

#### 湖景村改编版（狂想之息）
只適用於狂想之息模式

#### 月亮河公園和闪金石窟（噩梦逐影）
只适用于噩梦逐影模式

## 特定场景彩蛋

### 跨年烟花
每年1月1日的前几分钟会举行持续数分钟新年烟花大会，此时对战中的求生者和监管者都能听到烟花燃爆的声音，移步到没有视线阻挡的位置即可看到，并且大家能一起燃放地上和手持的烟花。推荐的观赏位置有湖景村大船、月亮河公园停车台、里奥的回忆大房子外侧等。

### 小女孩对话（现已无法使用）
在地图为不归林的对局开始前，如果有求生者选择小女孩，则其他人发特定地图的名称，会触发小女孩自动回答某些内容。
例如其他求生者在房间发出“圣心医院”，小女孩自动答复“它在善意中被创造，又在恶意中凋敝了”。

## 商店和奖励
游戏目前交易系统中使用回声、线索、碎片、灵感、窥镜来进行交易。

### 商店（幻象大厅）
即交易系统，可以使用回声、线索、碎片购买或用回声赠送给好友商城中贩卖的物品。(回聲需充值)
可以設置心願

### 活动商店
需用窥镜来购买在内的商品，官方会不定期更新商品及一些游戏角色的时装（包含限时角色皮肤和角色挂件等）。（稀世时装1000窥镜，独特时装500窥镜）

### 笔记本
内有角色介绍，人格天赋，任务系统（大部分角色均可在对战中完成推演任务，获取人物相关背景故事）。（前提需要購買角色,除醫生,園丁,"慈善家"以及律師)

### 推理之径
參與遊戲可以獲得積分，每1000积分可获一个四面骰，骰出点数为在推理之径走动步数。每日登陆自动获得一个四面骰。玩家可使用10回声购买20面骰 (每日限量一個) ，也可使用60回声购买月卡「四面骰愛好者」（每日获得三个四面骰，并赠送专属动作体验卡）来为自己更快的提升步数。每个赛季均有专属的奇珍时装獎勵，需要步数达到1528步来获得，在陸服第二十一賽季（即國際服第二十賽季）開始當玩家走到600步，但未到1528步時，在該賽季結束後可用回聲購買。（1388回声）

## 赛事

### 深渊的呼唤
2018年6月28日，第五人格深渊的呼唤，Call Of The Abyss(简称COA)正式开打。深渊的呼唤是一個一年一度的全球慶典。深渊的呼唤第一阶段为报名阶段，只要战队队长报名即可参加，开放全服参加。第二阶段为积分赛，战队成员可通过战斗来获取积分，名列前茅的战队可进入第三阶段。
第三阶段同样为积分赛，战队成员可通过战斗来获取积分，名列前茅的战队可进入终极阶段。终极阶段为线下单败淘汰赛，这8支战队会与
港澳台、日本、韩国、东南亚及欧美赛区的8支队伍进行对决，从而选出冠、亚、季军。

#### 深渊的呼唤一(COAI)
主題: 海盜
2018年6月28日正式开始第一階段，名稱為“擲瓶禮”，持续到7月5日。2018年7月5日开始第二階段 ，名稱為“新航路”，持續到7月26日。
2018年8月2日开始第三階段，名稱為“風暴圈”，持续到8月9日。终极阶段名稱為“拉萊耶”。最终由Gr战队获得全球總冠軍（隊長：Gr、抽疯），VE战队获得亚軍，5hs战队获得季军。

#### 深渊的呼唤二(COAII)
主題:蒸汽
2018年12月27日正式开始第一階段，名稱為“集結之令”，持续到1月3日。
2019年1月3日开始第二階段，名稱為“蒸汽之都”，持续到1月17日。
2019年1月25日开始第三階段，名稱為“高塔之巔”，持续到1月31日。终极阶段名稱為“深淵之路”。最终由Gr战队获得全球總冠軍（隊長：Gr、lpz），XGI战队获得亚軍，5hs战队获得季军。

#### 深渊的呼唤三(COAIII)
主題:異界
2019年12月12日正式开始第一階段，名稱為“邀請函”，持续到12月19日。
2019年12月19日开始第二階段，名稱為“館藏大廳”，持续到1月9日。2020年1月9日开始第三階段，名稱為“至高傑作”。终极阶段名稱為“異界彼端”。最终由Gr战队获得全球總冠軍（FMVP：Gr、F），5hs战队获得亚軍，Ace战队获得季军。

#### 深渊的呼唤四(COAIV)
主題:賽車
2020年1月14日正式开始第一階段，名稱為“花苑長廊”，持续到1月15日。2021年1月15日开始第二階段，名稱為“山間雪道”，持续到1月28日。2021年1月28日开始第三階段，名稱為“凍港危途”，持续到2月4日。2021年2月4日开始终极阶段，名稱為“巔峰時速”。最终由GG电子竞技俱乐部获得全球總冠軍（FMVP：GG_ppxia），FPX.ZQ电子竞技俱乐部获得亚軍，XROCK电子竞技俱乐部获得季军。

#### 深渊的呼唤五(COAV)
主題:大都会
2021年12月30日正式开始第一階段，名称为＂欢夜之都＂，持续到2022年1月6日。2022年1月6日开始第二阶段，名称为“霓虹回廊”，持续到1月13日。2021年1月18日开始第三阶段，名称为“移魂舞台”，持续到1月20日。2022年1月20日开始终极阶段，名称为“异星之彩”。最终由Wolves电子竞技俱乐部获得全球总冠军（FMVP：Wolves_Alex），SunSister获得亚军，DOU5电子竞技俱乐部获得季军。

#### 深渊的呼唤六(COAVI)
主題:宇宙
2022年12月22日正式开始第一階段，名称为“暗夜现场”，持续到2022年12月29日。2022年12月29日开始第二階段，名称为“诡剧呢喃”，持续到2023年1月12日。2023年1月12日开始第二阶段，名称为“亘古双星”，持续到1月18日。2023年2月17日开始终极阶段，名称为“伏行混沌”。最终由DOU5电子竞技俱乐部获得全球总冠军（FMVP：DOU5_DongX），成都GG电子竞技俱乐部获得亚军，Gr电子竞技俱乐部获得季军。

#### 深渊的呼唤七(COAⅦ)
主題:病毒
2024年1月4日正式开始第一階段，名称为“城市废墟”，持续到2024年1月22日。2023年1月11日开始第二阶段，名称为“菌丝荒原”，持续到1月24日。2024年1月25日开始第三階段，名稱為“災厄之窟”，持续到2月1日（欧美服为2月2日）。2024年2月1日（欧美服为2月2日）开始终极阶段，名称为“疯狂幻象”。最终由成都积极电子竞技俱乐部获得全球总冠军（FMVP：GG_xawm），REJECT获得亚军，TE溯电子竞技俱乐部部获得季军。

### 职业联赛
2020年6月25日，第五人格职业联赛，Identity V League(简称IVL)正式开打，IVL是中國大陸國內首個非對稱對抗競技職業聯賽。IVL一年中有夏季赛及秋季赛，常规赛前六名的战队拥有季后赛的资格，季后赛第一名的队伍就是职业联赛的冠军。
2022年6月4日，第五人格日本职业联赛，简称IJL（Identity V Japan League）正式開打！，是《第五人格》日本最高级别的职业赛事，由日本七家俱乐部参与，是日本赛区最通往《第五人格》COA全球赛的重要通道！一年中有夏季賽和秋季賽，常规赛前六名的战队拥有季后赛的资格（2022年則是常规赛前四名和晉級赛前四名），季后赛第一名的队伍就是职业联赛的冠军。

#### 2020IVL
參賽队伍（按英文字母排序）: CPG、DOU5、FPX.ZQ、GG、Gr、MRC、Tianba、Weibo、Wolves、XROCK。
奖金池 : 冠军¥680000、亚军¥300000、季军¥200000、第四名¥150000、第五名¥100000、第六名¥70000（总奖金池¥1500000）。

##### 夏季赛
主题地图：白沙街疯人院
2020年6月25日正式开打，经过持续十三个星期的常规赛后，取前六名晋级季后赛。
| 排名 | 隊伍   |
| ---- | ------ |
| 1    | ZQ     |
| 2    | MRC    |
| 3    | DOU5   |
| 4    | GG     |
| 5    | Weibo  |
| 6    | Wolves |
| 7    | Gr     |
| 8    | CPG    |
| 9    | XROCK  |
| 10   | TIANBA |

2020年10月2~4日季后赛。
| 冠軍 | 亞軍 | 季軍 |
| ZQ   | DOU5 | GG   |

| FMVP   |
| ------ |
| ZQ_Ken |

##### 秋季赛
主题地图：湖景村
2020年11月4日 常规赛正式开打，持续八个星期的比賽取前六名晋级季后赛。
| 排名 | 隊伍   |
| ---- | ------ |
| 1    | ZQ     |
| 2    | Weibo  |
| 3    | GG     |
| 4    | Gr     |
| 5    | DOU5   |
| 6    | XROCK  |
| 7    | CPG    |
| 8    | MRC    |
| 9    | Wolves |
| 10   | TIANBA |

2021年1月8~10日 季后赛。
| 冠軍 | 亞軍  | 季軍 |
| ZQ   | Weibo | GG   |

| FMVP  |
| ----- |
| ZQ_AK |

#### 2021IVL
參賽队伍（按英文字母排序）: ACT、DOU5、FPX.ZQ、GG、Gr、JHS（后改为REBORN）、MRC、Weibo、Wolves、XROCK。
奖金池 : 冠军¥880000、亚军¥400000、季军¥200000、第四名¥200000、第五名¥150000、第六名¥100000（总奖金池¥2000000）。

##### 夏季赛
主题地图：圣心医院
2021年6月12日 常规赛正式开打，持续十个星期的比賽取前六名晋级季后赛。
| 排名 | 隊伍   |
| ---- | ------ |
| 1    | DOU5   |
| 2    | FPX.ZQ |
| 3    | GG     |
| 4    | Wolves |
| 5    | ACT    |
| 6    | Gr     |
| 7    | Weibo  |
| 8    | MRC    |
| 9    | XROCK  |
| 10   | JHS    |

2021年8月27~29日 季后赛。
| 冠軍   | 亞軍 | 季軍   |
| Wovles | DOU5 | FPX.ZQ |

| FMVP        |
| ----------- |
| Wolves_Alex |

##### 秋季赛
主题地图：月亮河公园
2021年10月15日正式开打, 持续十个星期的比賽取前六名晋级季后赛。
| 排名 | 隊伍   |
| ---- | ------ |
| 1    | Wolves |
| 2    | DOU5   |
| 3    | MRC    |
| 4    | GG     |
| 5    | ACT    |
| 6    | FPX.ZQ |
| 7    | Gr     |
| 8    | Weibo  |
| 9    | XROCK  |
| 10   | Reborn |

總決賽將於2021年12月31日開打。但由於疫情關係在FPX.ZQ與ACT的比賽完結後被叫停，最後剩餘比賽被推遲到2022年1月13-16日。
| 冠軍   | 亞軍 | 季軍 |
| Wovles | DOU5 | MRC  |

| FMVP         |
| ------------ |
| Wolves_Jelly |

#### 2022IVL
主题地图：唐人街
參賽队伍（按英文字母排序）: ACT、DOU5、FPX.ZQ、成都GG、Gr、GW、MRC、REBORN、WBG、Wolves。
奖金池 : 冠军¥880000、亚军¥400000、季军¥200000、第四名¥200000、第五名¥150000、第六名¥100000（总奖金池¥2000000）。

##### 夏季赛
2022年6月3日正式开打，持续十个星期的比賽取前六名晋级季后赛。
| 排名 | 隊伍   |
| ---- | ------ |
| 1    | DOU5   |
| 2    | Wolves |
| 3    | WBG    |
| 4    | MRC    |
| 5    | FPX.ZQ |
| 6    | GG     |
| 7    | ACT    |
| 8    | Gr     |
| 9    | Reborn |
| 10   | GW     |

季后赛在8月18日到8月21日進行。
| 冠軍 | 亞軍 | 季軍 |
| DOU5 | WBG  | MRC  |

| FMVP       |
| ---------- |
| DOU5_DongX |

##### 秋季赛
2022年10月5日正式开打，持续十个星期的比賽取前六名晋级季后赛。
| 排名 | 隊伍   |
| ---- | ------ |
| 1    | Wolves |
| 2    | GG     |
| 3    | ACT    |
| 4    | WBG    |
| 5    | Gr     |
| 6    | MRC    |
| 7    | DOU5   |
| 8    | FPX.ZQ |
| 9    | GW     |
| 10   | Reborn |

季后赛在12月30日到1月3日进行。
| 冠軍 | 亞軍   | 季軍 |
| GG   | Wolves | Gr   |

| FMVP     |
| -------- |
| GG_kucao |

#### 2023IVL
主题地图：紅教堂
參賽队伍（按英文字母排序）: ACT、DOU5、FPX.ZQ、成都GG、Gr、GW（後為YS）、MRC、TE、WBG、成都Wolves。
奖金池 : 冠军¥880000、亚军¥400000、季军¥200000、第四名¥200000、第五名¥150000、第六名¥100000（总奖金池¥2000000）。

##### 夏季赛
2023年6月9日正式开打，持续十个星期的比賽取前六名晋级季后赛。
| 排名 | 隊伍   |
| ---- | ------ |
| 1    | GG     |
| 2    | Gr     |
| 3    | DOU5   |
| 4    | MRC    |
| 5    | Wolves |
| 6    | GW     |
| 7    | ACT    |
| 8    | FPX.ZQ |
| 9    | WBG    |
| 10   | TE     |

季后赛在8月24日到8月27日进行。
| 冠軍 | 亞軍 | 季軍 |
| GG   | Gr   | DOU5 |

| FMVP    |
| ------- |
| GG_xawm |

##### 秋季赛
2023年10月13日正式开打，持续九个星期的比賽取前六名晋级季后赛。
| 排名 | 隊伍   |
| ---- | ------ |
| 1    | FPX.ZQ |
| 2    | Wolves |
| 3    | MRC    |
| 4    | GG     |
| 5    | WBG    |
| 6    | Gr     |
| 7    | TE     |
| 8    | YS     |
| 9    | ACT    |
| 10   | DOU5   |

季后赛在12月29日到翌年1月1日进行。
| 冠軍   | 亞軍 | 季軍 |
| Wolves | GG   | MRC  |

| FMVP       |
| ---------- |
| Wolves_487 |

#### 2024 IVL
主题地图：里奥的回忆
參賽队伍（按英文字母排序）: ACT、DOU5、FPX.ZQ、成都GG、Gr、MRC、TE、WBG、成都Wolves、YS（後為GW）。
奖金池 : 冠军¥880000、亚军¥400000、季军¥200000、第四名¥200000、第五名¥150000、第六名¥100000（总奖金池¥2000000）。

##### 夏季赛
2024年6月8日正式开打，持续十个星期的比賽取前六名晋级季后赛。
| 排名 | 隊伍   |
| ---- | ------ |
| 1    | FPX.ZQ |
| 2    | MRC    |
| 3    | GG     |
| 4    | Gr     |
| 5    | WBG    |
| 6    | DOU5   |
| 7    | TE     |
| 8    | Wolves |
| 9    | YS     |
| 10   | ACT    |

季后赛在8月22日到8月25日进行。
| 冠軍 | 亞軍 | 季軍 |
| GG   | Gr   | WBG  |

| FMVP    |
| ------- |
| GG_xawm |

#### 2022IJL
參賽队伍（按英文字母排序）:AXZ、CG、Dawn、FL、RC、SZ、ZETA。
奖金池（日元） : 冠军¥3800000、亚军¥2000000、季军¥1200000、第四名¥800000、第五、六名¥600000、第七、八名¥500000（总奖金池¥10000000）。

##### 夏季赛
常规赛（レギュラー）于6月4日至7月24日举行，为期八周共计15个比赛日，包括七周14天常规比赛日和为期1天的4周年特别活动。常规赛积分前四的队伍可进入季后赛。常規賽七支戰隊排名：第1名ZETA、第2名RC、第3名SZ、第4名AXZ、第5名CG、第6名Dawn、第7名FL。
晋级赛（プレイオフ進出枠決定戦）于8月6日至8月7日举行，未晋级季后赛的3支俱乐部与IVT的冠军、亚军、季军3支战队争夺最后的4个季后赛晋级名额。
IVT的冠军、亚军和IJL常规赛第五名、第六名将进入胜者组，IVT的季军和IJL常规赛第七名将进入败者组，六个战队分成两个赛道进行比赛。每个赛道进行两场比赛，总共进行四场比赛，赛制仍为BO3冒泡淘汰赛制。最終由CG、Dawn、FL、VE（排名以首英文字母排列）晉級季後賽（總決賽）。
季后赛（プレイオフ）于8月19日至8月28日举行，晋级季后赛的8支俱乐部与战队进行双败淘汰赛，展开巅峰对决，争夺冠军宝座！
通过常规赛晋级的四支战队将按照第一名对阵第四名、第二名对阵第三名的顺序被提前分至两个大组，这四支战队在季后赛第一轮对决中将按照排名顺序自选剩余的四支战队进行比赛。2022年8月28日由ZETA DIVISION獲得2022IJL夏季賽冠軍（FMVP：ZETA_alf），SCARZ獲得亞軍，Dawn獲得季軍。

##### 秋季赛
常规赛（レギュラー）于10月15日至11月27日举行，为期七周共计14个比赛日。每个比赛日进行三场BO3精彩对决。常规赛积分前四的队伍可直接进入总决赛。常规赛七支战队排名：第1名ZETA、第2名RC、第3名FL、第4名Dawn、第5名CG、第6名SZ、第7名AXZ。
晋级赛（プレイオフ進出枠決定戦）于12月10日至12月11日举行，未晋级总决赛的3支俱乐部与IVT的冠军、亚军、季军3支民间战队争夺最后的4个总决赛晋级名额。最終由CG、KT、My、SZ（排名以首英文字母排列）晉級季後賽（總決賽）。
季后赛（プレイオフ）于12月22日至12月25日在东京新宿住友大厦三角广场举行，晋级总决赛的8支战队进行双败淘汰赛，展开巅峰对决，争夺冠军宝座！2022年12月25日由ZETA DIVISION獲得2022IJL夏季賽冠軍（FMVP：ZETA_DoLisu），Crest Gaming獲得亞軍，SCARZ獲得季軍。

#### 2023IJL
參賽队伍（按英文字母排序）:AXIZ、AWG、FAV、FL、RC、SZ、ZETA。
奖金池（日元） : 冠军¥5000000、亚军¥2800000、季军¥1700000、第四名¥1200000、第五名¥800000、第六名¥500000（总奖金池¥12000000）。

##### 夏季赛
常规赛（レギュラー）共有7支日本职业俱乐部参与，为期六周共计14个比赛日。常规赛全程采用线下有观众形式比赛。
常规赛采用BO3双循环积分赛制，常规赛结束后积分排名前六名的队伍将晋级季后赛。常规赛七支战队排名：第1名ZETA、第2名FL、第3名SZ、第4名FAV、第5名AXIZ、第6名RC、第7名AWG。
季后赛（プレイオフ）为期2周共计4个比赛日，此阶段由6支战队组成，常规赛结束后排名前六的战队进入对应季后赛。赛制为混合冒泡赛制，除胜者组第一轮为BO3外，其余比赛均为BO5。总决赛与常规赛相同，采用线下有观众形式比赛。2023年7月30日由ZETA DIVISION獲得2023IJL夏季賽冠軍（FMVP：ZETA_DoLisu），SCARZ獲得亞軍，REJECT獲得季軍。

##### 秋季赛
常规赛（レギュラー）共有7支日本职业俱乐部参与，为期七周共计14个比赛日。常规赛全程采用线下有观众形式比赛。
常规赛采用BO3双循环积分赛制，常规赛结束后积分排名前六名的队伍将晋级季后赛。常规赛七支战队排名：第1名SZ、第2名ZETA、第3名RC、第4名FL、第5名FAV、第6名AWG、第7名AXIZ。
季后赛（プレイオフ）为期1周共计3个比赛日，此阶段由6支战队组成，常规赛结束后排名前六的战队进入对应季后赛。赛制为单败淘汰赛，所有比赛均为BO5。总决赛与常规赛相同，采用线下有观众形式比赛。2023年12月24日由ZETA DIVISION獲得2023IJL秋季賽冠軍（FMVP：ZETA_DoLisu），SCARZ獲得亞軍，FENNEL獲得季軍。

## 演绎之星
演绎之星为第五人格一年一度的活动，会根据玩家投票选出两名求生者和一名监管获得演绎之星"奇珍时装"。于2022年增加"宁芙奖"，从往年演绎之星得奖角色中选出一名角色获得"稀世时装"。 每款演绎之星都有對應的电影。

### 演绎之星皮肤
| 角色名称 | 时装名称       | 时装英文名称           | 电影/作品原形  | 电影/作品原文名稱                          |
| 园丁     | 兰闺惊梦       | Boudoir Dream          | 兰闺惊変       | What Ever Happened to Baby Jane?           |
| 空军     | 琼楼遗恨       | Iron Lady              | 琼楼遗恨       | Harriet Craig                              |
| 杰克     | 斯文加利       | Svengali               | 斯文加利       | Svengali                                   |
| 祭司     | 撒玛拉         | Samara                 | 大肆挥霍       | The Prodigal                               |
| 医生     | 雨中曲         | Rhythm of the Rain     | 雨中曲         | Singin' In The Rain                        |
| 先知     | 独行者         | Recluse                | 独行杀手       | Le Samourai                                |
| 宿伞之魂 | 残花泪         | Broken Blossoms        | 残花泪         | 殘花淚                                     |
| 红蝶     | 罗生门         | Rashomon               | 罗生门         | らしょうもん                               |
| 调香师   | 红菱艳         | The Red Shoes          | 红菱艳         | The Red Shoes                              |
| 入殓师   | 哈姆雷特       | Hamlet                 | 哈姆雷特       | Hamlet                                     |
| 佣兵     | 达克斯上校     | Colonel Dax            | 光荣之路       | Paths of Glory                             |
| 红夫人   | 斯嘉丽         | Scarlett               | 乱世佳人       | Gone With The Wind                         |
| "囚徒"   | 宾虚           | Ben-Hur                | 宾虚           | Ben-Hur                                    |
| 咒术师   | 祖祖           | Zouzou                 | 祖祖           | Zouzou                                     |
| 机械师   | 咫尺天涯       | Just Around the Corner | 咫尺天涯       | Just Around the Corner                     |
| 勘探员   | 黑郁金香       | Black Tulip            | 黑郁金香       | The Black Tuli                             |
| 摄影师   | 浮士德         | Faust                  | 浮士德         | Faust                                      |
| "小女孩" | 桃乐丝         | Dorothy                | 綠野仙蹤       | The Wizard of Oz                           |
| 舞女     | 莎乐美         | Salome                 | 莎樂美         | Salome                                     |
| 画家     | 达芬奇         | Da Vinci               | 達文西的一生   | The Life of Leonardo Da Vinci(I, Leonardo) |
| 渔女     | 百万人鱼       | Million Dollar Mermaid | 百萬美人魚     | Million Dollar Mermaid                     |
| 古董商   | 木兰           | Mulan                  | 木蘭從軍       | 木兰从军                                   |
| 心理学家 | 朱丽叶         | Juliet                 | 羅密歐與茱麗葉 | Romeo and Juliet                           |
| 昆虫学者 | 菲丽丝         | Phyllis                | 双重赔偿       | Double Indemnity                           |
| 雕刻家   | 克拉拉         | Clara                  | 海蒂和爷爷     | Heidi                                      |
| 守夜人   | 隐形人         | Invisible Man          | 隱形人         | The Invisible Man                          |
| 病患     | 罗密欧         | Romeo                  | 罗密欧与朱丽叶 | 待定                                       |
| 愚人金   | 淘金客         | 待定                   | 淘金記         | 待定                                       |
| 作曲家   | 被遗忘的乔治   | Forgotten George       | 漢歐威廣場     | 待定                                       |
| 拉拉队员 | 小明星         | 待定                   | 待定           | 待定                                       |
| 隐士     | 乡村牧师       | Rural Pastor           | 乡村牧师的日记 | 待定                                       |
| 记者     | 梦境中的爱丽丝 | 待定                   | 爱丽丝梦游仙境 | 待定                                       |

### 宁芙奖皮肤
2022年起，已有演繹之星奇珍時裝的角色將通过投票投出其中一名角色，给予宁芙獎稀世時裝。
| 角色名称         | 时装名称   | 时装英文名称         |
| 紅蝶(國際服)     | 竹華       | Resilience of bamboo |
| 調香師(国服)     | 花序       | Optimism of Flower   |
| 宿伞之魂(国际服) | 粲然的北辰 | Brilliant Polaris    |
| 渔女(国服)       | 垂泪的神女 | Weeping Goddess      |
| 杰克（国服）     | 乌骨       | Black Bones          |
| 勘探员（国际服） | 梟徒       | Bird of Prey         |

## 聯動

### 動漫、電影、遊戲聯動
【動物世界】<陸服限定> (商城)
角色：
- 監管者：小丑 ── 童年烙印 (獨特時裝)

【伊藤潤二驚選集】(商城)(地圖) 
第一彈：
- 求生者：幸運兒 ── 雙一 (奇珍時裝)
- 監管者：宿傘之魂 ── 十字路口美少年 (奇珍時裝)

第二彈：
- 監管者：夢之女巫 ── 畫中女郎 (奇珍時裝)[20]
- 新地圖：永眠鎮（大）

第三彈：
- 監管者：夢之女巫 ── 川上富江 (稀世時裝)
- 隨從：姜．皮耶

【瘋狂的外星人】<陸服限定> (商城)
角色、隨從：
- 求生者：幸運兒 ── 瘋狂的耿浩 (獨特時裝) 、 律師 ── 瘋狂的大飛 (獨特時裝)
- 隨從：歡歡

【女神異聞錄5】/【女神異聞錄5皇家版】（精華）(任務) 
第一彈角色、隨從：
- 求生者：雜技演員 ── 雨宮蓮/JOKER (稀世時裝)、前鋒 ── 坂本龍司/SKULL (奇珍時裝)、舞女 ── 高卷杏/PANTHER (奇珍時裝)、入殮師 ── 喜多川祐介/FOX (奇珍時裝)
- 隨從：摩爾加納

第二彈角色：
- 求生者：大副 ── 明智吾郎/CROW (稀世時裝)、空軍 ── 新島真/QUEEN (奇珍時裝)、機械師 ── 佐倉雙葉/NAVI (奇珍時裝)、園丁 ── 奧村春/NOIR (奇珍時裝)

女神異聞錄5皇家版第二彈角色：
- 求生者："法羅女士" ── 芳澤霞/VIOLET (奇珍時裝)

【剪刀手愛德華】(任務)(商城)(地圖)
角色、聯動地圖：
- 求生者：舞女 ── 金 (奇珍時裝)
- 監管者："傑克" ── 剪刀手愛德華 (奇珍時裝) 、"傑克" ── 不速之客 (奇珍時裝)
- 聯動地圖：愛德華的心願（已絕版）

【槍彈辯駁】（精華）(任務) 
第一彈角色、隨身物品：
- 求生者：幸運兒 ── 苗木誠 (奇珍時裝)、空軍 ── 霧切響子 (奇珍時裝)、調酒師 ── 江之島盾子 (奇珍時裝)
- 監管者：26號守衛 ── 黑白熊 (稀世時裝)
- 隨身物品：26號守衛 ─ Vote盒子[28]

第二彈角色、隨從、隨身物品：
- 求生者：勘探員 ── 日向創 (稀世時裝)、機械師 ── 七海千秋 (奇珍時裝)、醫生 ── 罪木蜜柑 (奇珍時裝)、傭兵 ── 狛枝凪斗 (奇珍時裝)
- 隨從：黑白美
- 隨身物品：機械師 ─ 兔美的魔法棒(稀世品質)

第三彈角色、隨身物品：
- 求生者：記者 ── 赤松楓（稀世時裝）、"小說家" ── 最原真一（奇珍時裝）、玩具商 ── 入間美兔（奇珍時裝）、雜技演員 ── 王馬小吉（奇珍時裝）、"囚徒" ── 天海蘭太郎（奇珍時裝）

【名偵探柯南】（精華）(商城)
第一彈角色：
- 偵探：江戶川柯南 (稀世時裝)、工藤新一 (稀世時裝)
- 求生者：空軍 ── 毛利蘭 (奇珍時裝)、律師 ── 毛利小五郎 (奇珍時裝)、前鋒 ── 服部平次 (奇珍時裝)、調香師 ── 宮野志保(灰原哀) (奇珍時裝)

第二彈角色：
- 求生者：先知 ── 怪盜基德 (稀世時裝)、入殮師 ── 安室透 (奇珍時裝)、傭兵 ── 赤井秀一 (奇珍時裝)、調酒師 ── 貝爾摩德（奇珍時裝)

【約定的夢幻島】（精華）(任務)
第一彈角色：
- 求生者：園丁 ── 艾瑪 (奇珍時裝)、"囚徒" ── 雷 (奇珍時裝)、入殮師 ── 諾曼 (奇珍時裝)、前鋒 ── 冬 (奇珍時裝)、盲女 ── 吉爾達 (奇珍時裝)
- 監管者：紅夫人 ── 伊莎貝拉 (稀世時裝)

第二彈角色：
- 求生者：昆蟲學者 ── 穆希卡 (稀世時裝)
- 監管者："傑克" ── 宋杰 (奇珍時裝)、"博士" ── 查吉 (奇珍時裝)、攝影師 ── 皮塔·拉托里 (奇珍時裝)

【死亡筆記】<國際服限定>（商城）（精華）
角色、隨從、隨身物品：
- 求生者：律師 ── 夜神月 (奇珍時裝)、"囚徒" ── Ｌ (奇珍時裝)、機械師 ── 彌海砂 (奇珍時裝)
- 監管者：孽蜥 ── 路克 (稀世時裝)
- 隨從：傑拉斯、雷姆
- 隨身物品：機械師 ─ 攝像機 (稀世品質)

【時光代理人】（商城）
第一彈角色、隨身物品：
- 監管者：宿傘之魂(范無咎) ── 程小時 (奇珍時裝)、宿傘之魂(謝必安) ── 陸光 (奇珍時裝)
- 隨身物品：宿傘之魂 ─ 時光相機(奇珍品質)

第二彈角色：
- 求生者：古董商 ── 喬苓 (奇珍時裝)、雜技演員 ── 李天辰 (奇珍時裝)
- 監管者：隱士 ── 劉梟 (奇珍時裝)

【文豪野犬】（商城）（任務）
第一彈角色、隨身物品： 
- 求生者：傭兵 ── 中島敦 (稀世時裝)、"囚徒" ── 太宰治 (稀世時裝)、畫家 ── 江戶川亂步 (奇珍時裝)、
- 隨身物品：傭兵 ─ 虎尾 (稀世品質)、"囚徒" ─ 太宰的愛書 (稀世品質)
- 未正式推出：小說家 ── 國木田獨步、醫生 ── 與謝野晶子[32]

第二彈角色：
- 求生者：先知 ── 芥川龍之介 (稀世時裝)、勘探員 ── 中原中也 (稀世時裝)、雜技演員 ── 梶井基次郎 (奇珍時裝)、魔術師 ── 廣津柳浪 (奇珍時裝)、空軍 ── 樋口一葉 (奇珍時裝)
- 隨身物品：先知 ─ 手機 (稀世品質)、勘探員 ─ 葡萄酒 (稀世品質)

【零～紅蝶～】<國際服限定>（商城）
角色、隨身物品：
- 求生者：調香師 ── 天倉澪 (奇珍時裝)
- 監管者：紅蝶 ── 黑澤紗重 (奇珍時裝)
- 隨身物品：調香師 ─ 覺書 (奇珍品質)

【殺戮的天使】（精華）（商城）(任務)
角色、隨身物品：
- 求生者："小女孩" ── 瑞吉兒・加德納 (奇珍時裝)、教授 ── 丹尼爾・狄更斯 (奇珍時裝)、空軍 ── 凱瑟琳・沃德 (奇珍時裝)、律師 ── 亞伯拉罕・格雷 (奇珍時裝)
- 監管者："傑克" ── 艾札克・佛斯特 (稀世時裝)、愛哭鬼 ── 愛德華・梅森 (奇珍時裝)
- 隨身物品："傑克" ─ 拒刃匕首 (奇珍品質)、"小女孩" ─ 手槍 (獨特品質)、律師 ─ 十字弩 (獨特品質)、空軍 ─ 鞭子 (獨特品質)、愛哭鬼 ─ 遙控開關 (獨特品質)、教授 ─ 異瞳儲存罐 (獨特品質)

【xxxHOLiC】（精華）(任務)
角色、隨身物品：
- 求生者：先知 ── 四月一日君尋 (奇珍時裝)、傭兵 ── 百目鬼靜 (奇珍時裝)、"小女孩" ── 五月七日小羽 (奇珍時裝)
- 監管者：紅蝶 ── 壹原侑子 (稀世時裝)
- 隨身物品：紅蝶 ─ 水盤 (獨特品質)、先知 ─ 電子耳 (獨特品質)、傭兵 ─ 百目鬼靜的弓 (獨特品質)、"小女孩" ─ 願望氣球 (獨特品質)

【非人哉】<國服限定>（商城）（任務）
角色、隨從、隨身物品：
- 求生者：機械師 ── 九月 (奇珍時裝)、教授 ── 敖烈 (奇珍時裝)、記者 ── 小玉 (奇珍時裝)
- 隨從：年獸
- 隨身物品：機械師 ─ 狐狸玩偶 (奇珍品質)、教授 ─ 海鮮桶 (奇珍品質)、記者 ─ 月餅禮盒 (奇珍品質)

【小小夢魘】（商城）(任務)
角色、隨身物品：
- 求生者："小女孩" ── 小六 (奇珍時裝)
- 監管者：愛哭鬼 ── 摩諾 (奇珍時裝)
- 隨身物品："小女孩" ─ 遙控器 (奇珍品質)

【Ib】（商城）(任務)
角色、隨從：
- 求生者：記者 ── 伊布 (奇珍時裝)、空軍 ── 梅愛麗 (奇珍時裝)
- 監管者："傑克" ── 加里 (奇珍時裝)
- 隨從：藍色娃娃

【紙嫁衣】（商城）(任務)
角色、隨身物品：
- 求生者：調香師 ── 聶莫黎 (稀世時裝)、古董商 ── 陶夢嫣 (奇珍時裝)、"小說家" ── 肖馳 (奇珍時裝)
- 隨身物品：調香師 ─ 紙紮祠堂 (稀世品質)

【葬送的芙莉蓮】（精華）（商城）
角色、隨身物品：
- 求生者：氣象學家 ── 芙莉蓮 (稀世時裝)、"心理學家" ── 費倫 (奇珍時裝)、病患 ── 修塔爾克 (奇珍時裝)、冒險家 ── 贊恩 (奇珍時裝)、"騎士" ── 辛梅爾 (稀世時裝)、祭司 ── 阿烏拉 (奇珍時裝)
- 隨身物品："騎士" ─ 勇者之劍 (稀世品質)、氣象學家 ─ 魔導書[33]、祭司 ─ 劍 (獨特品質)、冒險家 ─ 好友的照片 (獨特品質)、"心理學家" ─ 手杖 (獨特品質)、病患 ─ 斧頭 (獨特品質)

### 品牌聯動
【世界盃】(商城)(任務)
【Nike】(任務)<台灣地區限定>（简称台服）
【淘寶人生】(任務)
【肯德基】(任務)(線下)
【麥當勞，美團外賣】(任務)（地圖）地圖是在內湖景村、聖心醫院、月亮河公園、軍工廠等地圖中的箱子將“穿上”聯動外衣，玩家們在匹配、排位和自定義模式中都可找到帶有獨特塗裝的聯動箱子。
【脈動福利】(任務)
【榮耀】(比賽）
【一番賞】(線下)第三彈是連動第五人格已有皮膚，其他彈的皮膚皆是後來設計(遊戲中沒有這些皮膚)
【泰山冰鎮】(任務)(線下)
【約定的夢幻島真人電影】(線下)分享fb的貼文並設定公開，有機會得到《約定的夢幻島》電影換票証兩張，名額共十名
【Dark pop】(線下)
【UNDERVERSE】(線下)
【Ashley Wood】(角色)
【OREO】(線下)<陸服限定>（简称中国服）
【B.Duck】（商城）(僅限回聲)
【LINE FRIENDS】（商城）(僅限回聲)<陸服及日本地區（語言）限定> （中国服和日本服） 
【羅森便利店】（線下）（集點兌換時裝）<陸服限定> （中国服）
【鐮田光司】(商城購買)
2023年1月18開啟第一彈
- 求生者：玩具商──紙翼小姐(奇珍時裝)
- 監管者：紅夫人──女大公(奇珍時裝)
- 2023年4月27開啟第二彈
- 求生者：佣兵──火炮手(奇珍時裝)
- 監管者：蜘蛛──再造者(奇珍時裝)
- 2023年6月21開啟第三彈
- 求生者：勘探员──双面盗贼(奇珍時裝)
- 求生者：调香师──提炼师(奇珍时装)
- 監管者：雕刻家──白兔术士(奇珍時裝)

## 游戏历史
游戏曾于2017年10月进行七天的删档测试，同年12月官网即开放公测预约，根据预约人次解锁奖励。
2018年3月23日开启中国区苹果应用商店的预约，直到4月3日在苹果平台上首发时，官方称总预约人数超过600万人。
2018年4月12日正式上线中国区苹果应用商店，同年7月5日上线全球苹果应用商店，开启游戏的海外运营。（IOS系统可以下载并且可以正常使用）
2018年6月28日，第五人格深淵的呼喚，Call Of Abyss(簡稱COA)正式開赛。
2018年7月11日，第五人格上线谷歌商店。（安卓系统设备可以下载并且可以正常使用）
2020年6月25日，第五人格職業聯賽，Identity V League(簡稱IVL)正式開赛。

## 评价及活跃度
游戏在首发当天即在苹果中国区应用商店占据总榜第一名，并于2018年度获得了约3100万次的下载量。尽管其下载量在中国区正式发行后不久便有所下降，但在2019年初游戏仍处于畅销榜前100名。
此外，该游戏国际化运营以来，在其他国家地区亦得到不少下载量和用户热度。如在日本曾位列iOS端免费游戏榜第一名19天，获得畅销榜最高21名的成绩，并出现在东京电玩展中。在港澳区和泰国区的苹果应用商店上，游戏亦占据免费榜第一接近一周。据AppAnnie统计的2018年度手游排行榜中，其在泰国排行榜位列第十名。
由于地理位置的不同，游戏服务器之间的物理距离较远，可能导致不同地区的玩家在匹配时出现较大的网络延迟波动。为了获得更好的游戏体验，建议玩家选择与自己地理位置较近的服务器进行游戏。目前，该游戏提供的服务器包括日本服务器、中国服务器、台湾服务器，以及国际服，其中亚洲服和欧美服分别服务于不同地区的玩家。 

## 玩法相似争议
核心玩法,角色形象和地图结构等等内容与2016年由Behaviour InteractiveBehaviour Interactive工作室开发《黎明杀机》相同，玩家质疑其在恐怖玩法和非对称性模式上过度模仿前述作品。 不過《黎明杀机》官方与《第五人格》官方发表的声明表示《第五人格》获得了玩法授权。但根据许多玩家的观察，更多人认为是网易运用自身大公司的力量逼迫《黎明杀机》开发工作室收下版权费用。 更甚至有爆料认为一开始爆出争议时正是要提告上法庭的阶段，但网易为了不耽误游戏进度而交钱了事。 至此真相有多重疑点，受两方玩家争论。

## 备注
1. ↑   繁體中文名為賓漢